# Оперні бунти

Демонстрації на AJZ.

Оперні заворушення (нім. Opernhauskrawalle) — це молодіжний протестний рух, що сколихнув Цюрих із кінця травня 1980 року. Ці події, відомі також як «Züri brännt» («Цюрих палає») або «Цюрихське спекотне літо», були частиною ширшого молодіжного повстання, яке охопило всю Швейцарію. Основною вимогою молоді було створення автономних культурних майданчиків.

## Передумови та витоки руху
Вимога молоді Цюриха щодо незалежного культурного центру з'явилася ще у 1968 році під час «Глобусних заворушень». 1970-ті роки були відзначені низкою окупацій та поліцейських евакуацій (Лінденгоф-Бункер, Драхтшмідлі, Шиндлергут). 1977 року була ухвалена соціалістична ініціатива про перетворення «Червоної фабрики» на культурний центр, однак проєкт застопорився. На початку 1980-х років молодіжні та мистецькі рухи об'єдналися, щоб прискорити його реалізацію.
Ситуація стала вибухонебезпечною, оскільки, за словами режисера Андреаса Хомокі, «не було достатньо місця для молодіжної культури», тоді як консервативний уряд Цюриха виділяв величезні субсидії на підтримку інституційної культури, наприклад, на реконструкцію Оперного театру.
Високі субсидії та відсутність молодіжної культури поза офіційними інституціями призвели до заворушень навколо Цюрихської опери 1980 року. Протести досягли піку 30-31 травня 1980 року на площі Сехселойтенплац та поширилися на інші міста Швейцарії (Лозанна, Берн, Базель, Люцерн) 1980 та 1982 роках. Ці події стали початком сучасного молодіжного руху у Швейцарії, як альтернативи попередньому руху хіпі.

## Хронологія подій
- 30-31 травня 1980: За тиждень до голосування за кредит у 61 мільйон франків на реконструкцію Оперного театру, близько 200 демонстрантів зібралися перед будівлею на площі Зехселойтенплац[5], щоб висловити протест проти культурної політики Цюриха, звинуваченої у недостатньому фінансуванні альтернативної культури на користь усталеної. Відмова виконати вимогу поліції призвела до сутичок. Заворушення посилилися, коли до протестувальників приєдналися глядачі концерту Боба Марлі. Наступного дня насильство продовжилося, один поліцейський помер від серцевого нападу[6]. Ці події поширилися на інші міста Швейцарії (Лозанна, Берн, Базель) і стали початком сучасного молодіжного руху[4].
- 4 червня: Після початкового діалогу з владою відбулася мирна демонстрація, де 1500 молодих людей вимагали негайного відкриття «Червоної фабрики»[7].
- 8 червня: Виборці підтримали реконструкцію Опери. Понад 2000 молодих людей вийшли на демонстрацію, вимагаючи, зокрема, звільнення десяти заарештованих. Директор освіти Цюриха Альфред Гільген закликав заборонити фільм про заворушення, знятий на університетське обладнання[8].
- 9 червня: 800 студентів протестували в Цюрихському університеті проти заборони фільму[9]. Увечері сидячий страйк 2000 молодих людей на центральній площі переріс у вуличні бійки[10].
- 21 червня: Демонстрація, організована Прогресивними організаціями Швейцарії, зібрала на Гельвеційській площі понад 4000 осіб[11]
- 23 червня: Виконавча рада Цюриха схвалила надання приміщення на Лімматштрассе для молодіжного центру, який відкрився за тиждень.
- 12 липня: Попри заборону, 300 молодих людей влаштували демонстрацію з вимогою звільнити заарештованих, що призвело до сутичок з поліцією та 130 арештів[12].
- 1 серпня: З нагоди національного свята 4000 молодих людей зібралися на несанкціоновану альтернативну вечірку, щоб висловити невдоволення бездіяльністю влади[13].
- 30 серпня: Нова демонстрація з вимогою зняти звинувачення із заарештованих провалилася.
- 4 вересня: Поліція провела операцію на світанку, заарештувавши 137 осіб в автономному молодіжному центрі на Лімматштрассе. Виявлення викрадених речей, зброї та наркотиків призвело до негайного закриття центру[14]. Це спровокувало нові вуличні бої, які продовжилися 7 вересня, коли 2000 молодих людей і 400 поліцейських зіткнулися на Центральній площі, що призвело до 300 затримань і десятків поранених[15].
- 20 вересня: Мирна демонстрація зібрала понад 5000 осіб з вимогою відновити роботу автономного молодіжного центру[16].
- 25 жовтня: Як компроміс, «Червона фабрика» була частково відкрита.

## Наслідки
Перший політичний компроміс наприкінці 1980 року призвів до відкриття молодіжного центру AJZ на головному вокзалі Цюриха та «Червоної фабрики» у Воллісхофені як альтернативного культурного центру. «Червона фабрика» досі є одним із найважливіших альтернативних культурних центрів у Цюрихському регіоні. Зігмунд Відмер та Емілі Ліберхерр, тогочасні члени міської ради Цюриха, були політиками, причетними до цієї ситуації. Газета WOZ Die Wochenzeitung повідомляла, що у 1980-х роках поліція під прикриттям, діючи як провокатори, проникла в рух та викрила сотні активістів (1986, 2006).У жовтні 2016 року опубліковано книгу про подвійне життя Віллі С. як революціонера та поліцейського.

## Аналіз
На думку П'єра Рабо, професора історії Університету Північної Ірландії(UNIL), дозвіл музичних заходів після репресій перенаправив рух, нейтралізувавши його політичні амбіції та розділивши протестувальників. Він зазначає, що ці ініціативи інституціоналізували відкриті центри, змусивши Швейцарію відкритися до інших культурних практик. Однак, цей процес відбувається під егідою реставрації, що виснажує вимоги автономії.

## Телевізійні дебати та документальний фільм
15 липня 1980 року на швейцарському телеканалі SRF відбулися прямі теледебати, присвячені заворушенням і пропорційності дій поліції Цюриха. Двоє гостей, які мали представляти молодіжний рух, натомість зіграли вигаданих персонажів «Анну та Ганса Мюллера», що стали на бік влади. Ця пародія ще більше сприяла популярності руху.
Через багато років, у травні 2014 року, швейцарське телебачення SRF транслювало документальний фільм «Zurich Brännt». Фільм, заснований на чорно-білих відеоматеріалах із демонстрацій 1980 року, був знятий під час самих подій. У січні 2015 року його визнали однією з найважливіших подій в історії швейцарського кіно на кінофестивалі в Золотурні.